# Tu viện Pherapontov
Tu viện Pherapontov (tiếng Nga: Ферапонтов монастырь), nằm tại khu vực tỉnh Vologda của Nga, được coi là một trong các ví dụ điển hình nhất của nghệ thuật Nga thời Trung cổ, một lý do để UNESCO đưa tu viện này vào danh sách các di sản thế giới vào năm 2000.

## Vị trí
Tu viện nằm trên lãnh thổ huyện Kirillov tỉnh Vologda (Nga). Nằm trong tu viện là Viện bảo tàng bích họa Dionisii, một chi nhánh của Khu bảo tồn-bảo tàng nghệ thuật và kiến trúc lịch sử Kirillo-Belozer (KBIAKhMZ), trên cơ sở sắc lệnh của tổng thống Nga năm 1997 về Bản tổng hợp quốc gia các di sản văn hóa có giá trị đặc biệt của Liên bang Nga..
Tu viện này nằm ở vị trí khoảng 20 km từ thị trấn Kirillov về hướng đông bắc và khoảng 120 km từ thành phố Vologda về hướng tây bắc. Tu viện được xây dựng trên sườn đồi giữa hai hồ là hồ Borodaevskoe và hồ Paskoe, được nối với nhau bằng con suối nhỏ có tên gọi là Paska. Bản thân làng Pherapontovo lại nằm chủ yếu ở phía đối diện với tu viện bên kia bờ suối. Tu viện này nổi bật trong vùng, một phần là nhờ kích thước của nó cũng như là nhờ kiểu dáng kiến trúc hài hòa của nó.

## Lịch sử
Giá trị lịch sử của tu viện Pherapontov, dựa trên thời kỳ mở rộng ảnh hưởng chính trị của Đại công quốc Moskva, xác định vai trò của nó trong các thời điểm quan trọng của thời kỳ thành lập nhà nước Nga trung ương tập quyền và liên hệ chặt chẽ với các sự kiện lịch sử cơ bản, đã diễn ra tại Moskva trong thế kỷ 15-17.
Tu viện này được Pherapont sáng lập năm 1398 tại khu vực miền bắc Nga khi đó còn rất thưa thớt dân cư, về phía đông của tu viện Kirillo-Belozer (được đặt tên theo vị mục sư ban đầu của tu viện này là Kirill của Beloozero). Danh tiếng của tu viện này bắt đầu được loang rộng dưới thời môn đồ của Kirill là Martinian, là người sau này trở thành tu viện trưởng của Tu viện Troitse-Sergiyeva vào năm 1447.
Thậm chí cả sau khi Martinian mất thì tu viện của ông vẫn giữ được sự bảo vệ và đặc ân từ phía các thành viên trong gia đình Ivan III. Công trình xây dựng cổ nhất là nhà thờ Thánh đản Đức mẹ đồng trinh (1490) được những người thợ Rostov xây bằng gạch. Nhà thờ này là tốt nhất trong số 3 nhà thờ được xây dựng trong thập niên 1490 tại miền bắc Nga. Tất cả các bức tường bên trong nhà thờ được tô điểm bằng các bích họa vô giá của họa sĩ lớn người Nga thời trung cổ là Dionisii.
Trong thập niên 1530, tu viện bổ sung thêm kho tàng, nhà ăn và nhà thờ Truyền tin duy nhất với lầu chuông được dựng lên. Vào thời gian này, tu viện nhận được những đặc ân do Ivan Hung Đế ban cho. Tu viện Pherapontov đã từng là chủ đất giàu có nhất tại khu vực Belozerya. Đầu thế kỷ 17 thuộc về tu viện này có một số xã, khoảng 60 thôn, 100 mảnh đất trống và trên 300 nông dân. Tự bản thân Sa hoàng cũng thường xuyên đến tu viện này như một tín đồ hành hương.
Trong Thời kỳ Loạn lạc tu viện bị những người Ba Lan và Litva cướp phá. Trong thời kỳ phục hồi tu viện này thì các công trình xây dựng cuối cùng - nhà thờ thánh Martinian một chóp mái (1641), và nhà thờ tháp hai chóp mái (1650) cũng như tháp chuông (1680) - đã được bổ sung cho tổ hợp các công trình của tu viện. Đồng hồ trên lầu chuông (1638) được cho là cổ nhất tại Nga.
Khi tu viện dần dần mất đi tầm quan trọng tôn giáo của mình thì nó trở thành nơi để lưu đày một số mục sư, chẳng hạn Giáo trưởng Nikon. Năm 1798 tu viện Pherapontov bị bãi bỏ theo sắc lệnh của Hội đồng thánh giáo với sự chuẩn y của Hoàng đế Pavel. Vào thế kỷ 19, trong giai đoạn thoái trào, lãnh thổ bị co hẹp lại của tu viện đã được rào lại bằng tường đá.
Năm 1904 tu viện này lại được phục hồi như là tu viện nữ, sau đó lại bị những người Bolshevik đóng của một lần nữa vào năm 1924.
Từ năm 1975 đã bắt đầu sự hình thành của một viện bảo tàng hiện đại, chuyển nó thành một trung tâm nghiên cứu-khoa học và khai sáng, phổ biến các kiến thức về các công trình kiến thiết độc nhất vô nhị của quần thể tu viện Pherapontov thông qua các dạng khác nhau của các công việc bảo tàng. Viện bảo tàng này tạo thành một phần của khu bảo tồn quốc gia Bắc Nga kể từ năm 1991.

## Tôn giáo
Được thành lập vào năm 1398 bởi Pherapont, người bạn và cộng sự của Kirill Belozerskii, tu viện Pherapontov đã có khoảng 400 năm là một trong các trung tâm tôn giáo-văn hóa có ảnh hưởng tại khu vực Belozer. Nhờ các hoạt động của người học trò của Kirill là Martinian Belozerskii, trong những năm 1447 − 1455 là tu viện trưởng của tu viện Troitse-Sergieva, tu viện Pherapontov đã đạt được sự nổi tiếng lớn. Cùng với tu viện Kirillo-Belozer nó đã trở thành khu vực truyền thống để lễ bái và hiến tặng của nhiều nhân vật trong giới quý tộc thượng lưu phong kiến Nga (như Andrrei và Mikhail Mozhaiskii, Vasilii III, Ivan IV và nhiều người khác), mà dưới các bức tường thế kỷ 15-16 của nó đã xuất hiện nhiều mục sư có đẳng cấp của nhà thờ Nga, như tổng Giám mục Rostov và Yaroslavl Ioasaph (Obolenskii), Giám mục Permi và Vologda Philophei, Giám mục Suzdal Pherapont, là những người đã tích cực tham gia vào các hoạt động trong nước. Cùng thời gian đó nhiều nhà hoạt động tôn giáo lớn cũng đã bị đày tới đây, do họ đấu tranh cho quyền lực của giáo hội trong quyền lực nhà nước, chẳng hạn đại giáo chủ Spiridon-Savva, giáo trưởng Nikon. Tại đây những người viết sách như Martinian, Spiridon, Philophei, Paisii, Matphei, Ephosin, cũng như họa sĩ Dionisii đã làm việc tại đây.
Thế kỷ 16 là giai đoạn phồn thịnh của tu viện. Về điều này có thể chứng minh qua các chứng chỉ còn lưu giữ được về sự trao tặng và quyên góp của tầng lớp quý tộc cũng như chính quyền, mà trên cả là của Ivan Hung Đế. Đến tu viện để cầu nguyện có Vasilii III và Elena Glinskaya, Ivan IV. Sách ghi chép các món tiền gửi đến tu viện, bắt đầu từ năm 1534, còn liệt kê tên tuổi của các công tước như Staritskii, Kubenskii, Lykovyi, Belskii, Shuiskii, Vorotynskii, Godunovyi, Sheremetevyi v.v. Tại đây cũng nhắc đến các lãnh chúa Siberia, Rostov, Vologda, Beloozero, Novgorod.

## Kiến trúc, hội họa

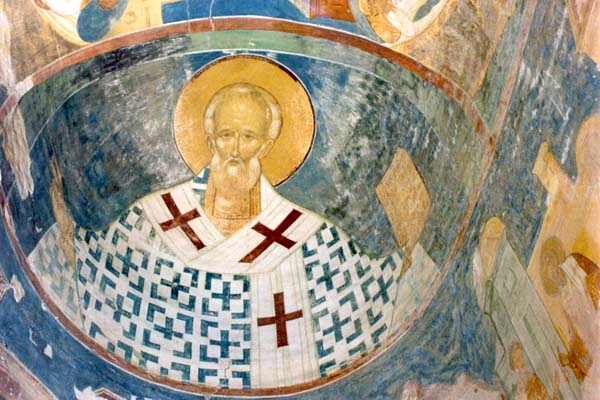
Nhà thờ Thánh đản Đức mẹ đồng trinh,1490. Bích họa của Dionisii, 1502. Thánh Nikolai-màu nhiệm, thánh bảo trợ cho các thương nhân Nga.

Có giá trị đặc biệt đối với nền văn hóa Nga và thế giới là nhà thờ Thánh đản Đức mẹ đồng trinh. Theo văn bản ghi chép trên cửa phía bắc thì nó đã được Dionisii và các con trai của ông tô vẽ từ ngày 6 tháng 8 tới ngày 8 tháng 9 năm 1502. Nó là bích họa duy nhất còn bảo tồn, là đại diện xuất sắc cho trường phái vẽ tượng thánh Moskva, của một họa sĩ lớn trong thế kỷ 15-16.
Sau khi các bích họa thế kỷ 12 — 15 tại các nhà thờ Spas trên Neroeditsa, Bolotovo, Kovalevo, Skovorodka, Novgorod bị quân đội Đức quốc xã phá hủy trong những năm Đại chiến thế giới lần thứ hai thì bích họa của Dionisii trở thành duy nhất có giá trị trong số các bích họa của nước Nga cổ đại.
Diện tích bích họa của nhà thờ là 600 m². Nó là chứng tích duy nhất khẳng định nghệ thuật vẽ bích họa của người Nga. Cá tính trên bích họa của Dionisii thể hiện trong sự hài hòa về màu sắc không trộn lẫn với những người khác cũng như sự hài hòa của cốt truyện trong sự kết hợp với sự phân đoạn kiến trúc của nhà thờ. Sự liên quan mật thiết giữa các cốt truyện (thánh ca Đức mẹ đồng trinh, Hội đồng giáo hội, Ngày phán quyết v.v) và các bố cục riêng rẽ cả bên trong lẫn bên ngoài nhà thờ, sự đa dạng trong kết hợp màu sắc cũng như những triết lý đã xác định giá trị của bích họa trên trần nhà thờ Thánh đản Đức mẹ đồng trinh.
Tu viện Pherapontov với các bích họa của Dionisii là mô hình hiếm còn bảo tồn và là độc nhất về kiểu dáng của quần thể tu viện miền bắc Nga giai đoạn thế kỷ 15-17, thể hiện rõ các nét đặc biệt điển hình của kiến trúc thời kỳ hình thành nhà nước Nga trung ương tập quyền. Nó cũng là một ví dụ điển hình về sự thống nhất hài hòa với phong cảnh tự nhiên xung quanh, trên thực tế gần như không bị thay đổi kể từ thế kỷ 17, nhấn mạnh đẳng cấp tôn giáo đặc biệt của giới tăng lữ miền bắc Nga, cùng lúc đó minh chứng cho các nét đặc biệt trong nếp sống của người nông dân miền bắc Nga.
Các tòa nhà của tu viện là duy nhất tại miền bắc Nga, đã giữ gìn được tất cả các nét đặc biệt của sự trang trí và nội thất. Quần thể kiến trúc tu viện - duy nhất được giữ gìn nguyên vẹn tại Nga từ đầu thế kỷ 16 là ví dụ về sự tương hỗ của kiến trúc và hội họa, tạo thành một kiệt tác của thời kỳ đó.